# Carmen Menayo
Carmen Menayo Montero (Puebla de la Calzada, 14 aprile 1998) è una calciatrice spagnola, difensore dell'Atlético Madrid.
Ha indossato la maglia delle giovanili della nazionale spagnola, laureandosi, oltre che vicecampionessa del mondo Under-17 a Costa Rica 2014, campionessa d'Europa sia con la formazione Under-17, nell'edizione di Islanda 2015, che con l'Under-19, a Irlanda del Nord 2017, nonché vicecampionessa mondiale con l'Under-20 a Francia 2018.

## Carriera

### Gli inizi
Menayo si avvicina al calcio fin dai primi anni di scuola, iniziando l'attività durante gli studi primari, decidendo in seguito di approfondire la disciplina iscrivendosi a una scuola calcio all'età di 6 (o 7) anni. Nel novembre 2007 ha giocato la sua prima partita ufficiale e si è unita alla squadra più giovane della scuola di calcio di Puebla de la Calzada, dove il suo allenatore, Francis González, la giudica promettente mantenendola in rosa con la squadra che, mentre scalava le categorie, la vedeva unica ragazzina tra i compagni.
All'età di 10 anni è stata convocata dalla rappresentativa Under-12 dell'Estremadura, chiamata che sarebbe stata seguita da molte altre. Ángeles Aguilera, vice presidente della Federazione, l'ha definita molto impegnata e desiderosa di crescere e competere.

### Club
Il 19 giugno 2014 firma il suo primo contratto con il Santa Teresa, squadra che era appena stata promossa in Primera División Femenina de España. Con la nuova squadra fa il suo debutto il 7 settembre 2014, all'età di 16 anni, nella 1ª giornata di campionato, nell'incontro casalingo perso per 3-1 con le avversarie del Transportes Alcaine di Saragozza. Il tecnico della squadra, Juan Carlos Antúnez, la schiera titolare per tutta la stagione, dove scende in campo in tutti gli incontri, tranne uno per la convocazione con la nazionale Under-17, siglando una rete. Nonostante fosse stata inizialmente schierata come ala sinistra o attaccante, a causa dell'infortunio che allontana la compagna Paralejo per lungo tempo dal trerreno di gioco, venne riconvertita dal suo allenato a difensore centrale. La squadra ha concluso la stagione in nona posizione, ottenendo l'obiettivo di mantenere la categoria. Rimasta legata alla società anche la stagione successiva, Menayo rimane titolare saltando solo due incontri, e condivide con le compagne una nuova salvezza, con la squadra che termina in undicesima posizione.
Desiderosa di intraprendere gli studi di fisioterapia a Madrid, nel 2016, dopo aver rifiutato diverse offerte di altri club, ha colto l'opportunità di giocare per l'Atlético Madrid, riuscendo così ad abbinare il suo percorso scolastico con l'attività sportiva. Firma il contratto con il club il 5 luglio di quell'anno, superando le iniziali perplessità dell'allora presidentessa Lola Romero, che la giudicava troppo giovane, grazie alla fiducia del direttore sportivo della squadra, María Vargas, l'ha convinta a fermarla per le prestazioni espresse con il Santa Teresa e le categorie inferiori della nazionale spagnola.

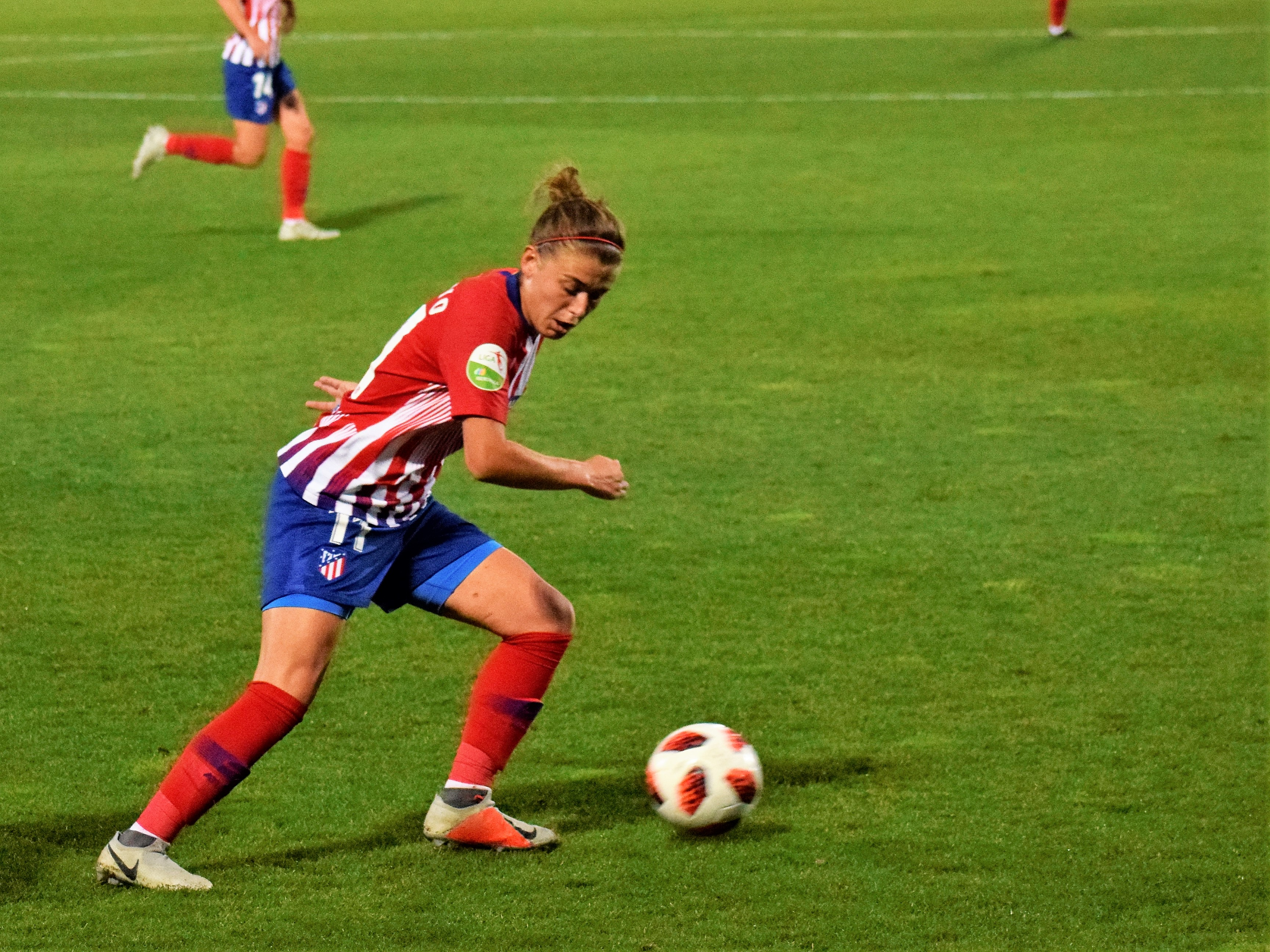
Carmen Menayo nel 2018.

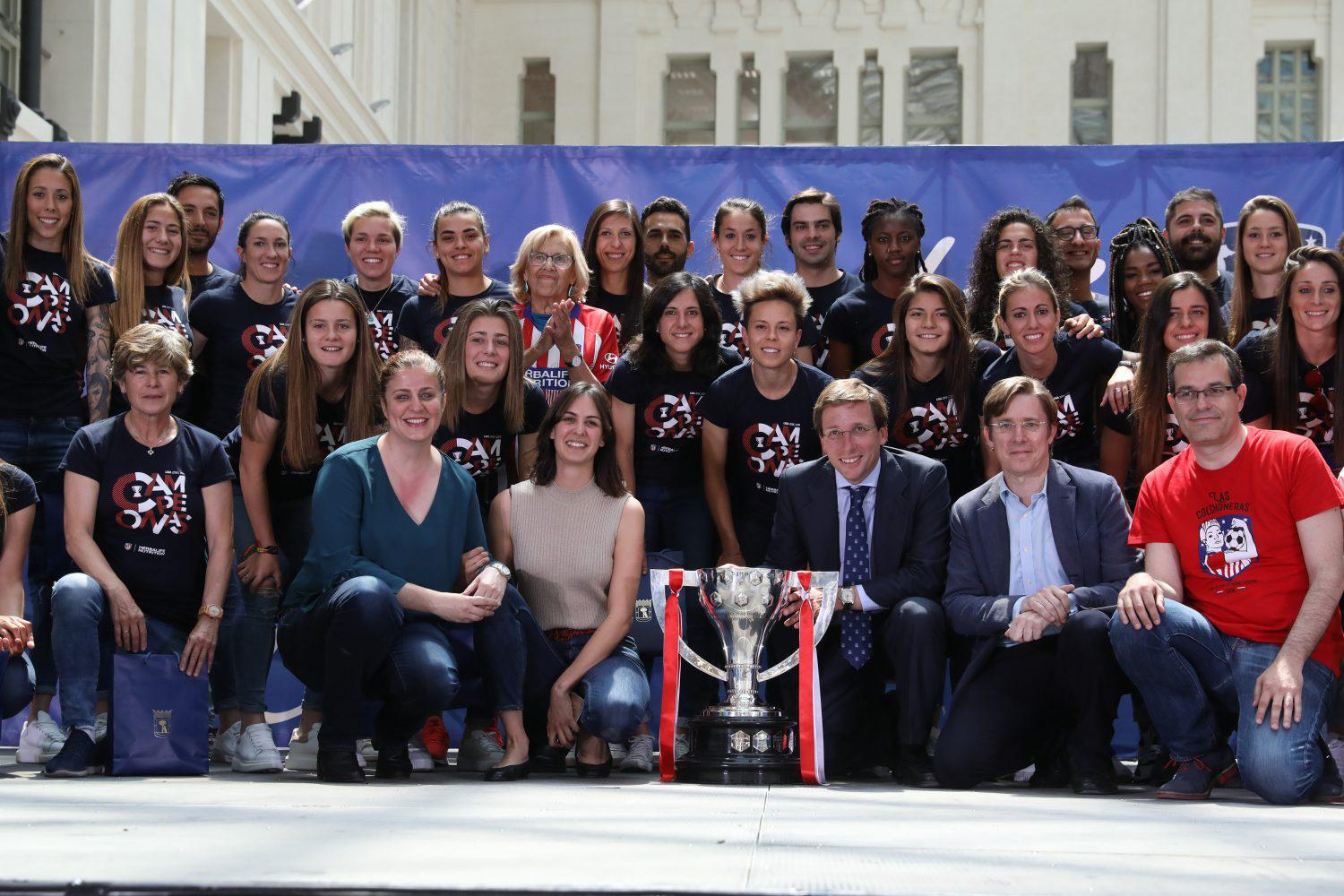
Il sindaco dà il benvenuto alla squadra femminile dell'Atlético de Madrid, vincitrice del campionato 2018-2019.

Ha esordito con il club rojiblanco il 3 settembre 2016, sostituendo all'85' Silvia Meseguer nella prima partita di campionato contro il Rayo Vallecano, terminata con la vittoria dell'Atlético per 2 a 0. Il 7 maggio 2017 ha segnato il suo primo gol con l'Atlético de Madrid, nella partita di campionato in cui il club rojiblanco ha battuto il Granadilla Tenerife con il risultato di 3-0. In quella stagione ha giocato 21 partite di campionato, contribuendo al primo campionato di Primera División del club dopo la sua rifondazione. Gioca da titolare anche nelle tre partite della Coppa della Regina, dove dopo aver raggiunto la finale è stata sconfitta per 4 a 1 dal Barcellona.
Nella stagione 2017-18, l'allenatore, Ángel Villacampa, ha cambiato posizione da terzino sinistro a difensore centrale, accompagnando Andrea Pereira in ultima fila. Menayo ha giocato 26 delle 30 partite di campionato, e il 4 ottobre 2017, ha inoltre l'occasione di debuttare in UEFA Women's Champions League, nell'incontro di andata dei sedicesimi di finale della stagione 2017-2018, dove viene sconfitta in casa per 3-0 dalle tedesche del Wolfsburg. Al termine della stagione bissa la conquista del titolo di Campione di Spagna, mentre in Coppa della Regina perde nuovamente la finale con il Barcellona.
Nell'estate del 2018, la Federcalcio dell'Estremadura ha prodotto un documentario sulla sua carriera, presentato in anteprima alla Casa de la Cultura a Puebla de la Calzada e proiettato nel marzo 2019 all'Ateneo de Madrid promosso dalla Peña Las Colchoneras nell'ambito del programma dedicato al boom del calcio femminile.
Nella stagione 2018-19 ha mantenuto la proprietà con il cambio di allenatore. José Luis Sánchez Vera l'ha rimessa sul lato sinistro. Ha giocato 26 delle 30 partite di campionato, oltre a giocare le 4 partite di Champions League e le 3 di Coppa della Regina come titolare. Alla 13ª giornata va a segno con una rete da fuori area contro l'Espanyol. Il 7 marzo 2019 è stata selezionata tra le cinque finaliste nella sua posizione per il premio Fútbol Draft. Il 5 maggio 2019 ha vinto il suo terzo titolo di Campione di Spagna, nell'incontro dove ha fornito anche un assist da Ángela Sosa. Ha inoltre giocato la finale della Coppa della Regina 2020, torneo in cui l'Atlético ha perso contro il Real Sociedad.
Ha iniziato la stagione 2019-20 condividendo i minuti di gioco con la nuova arrivata Kylie Strom, ma dopo le dimissioni di José Luis Sánchez Vera e l'arrivo di Pablo López ad ottobre, è diventata indiscusso titolare del suo ruolo. È stata nominata giocatrice della dodicesima giornata dal quotidiano Marca e dallo sponsor del torneo, Iberdrola. Inoltre, è stata eletta la migliore giocatrice al primo turno con voto popolare. Ha giocato 18 partite di campionato e ha fornito 4 assist prima che fosse sospesa a causa della pandemia di COVID-19 e rimanendo seconda in campionato. Ha disputato la semifinale di Supercoppa 2020, nella quale la sua squadra è stata sconfitta dal Barcelona, e negli ottavi di finale di Coppa della Regina contro il Betis in cui le Sevillanas hanno passato il turno vincendo ai calci di rigore. In Champions League, è scesa in campo in quattro delle cinque partite giocate dalla squadra fino all'eliminazione nei quarti di finale da parte del Barcellona.
Nella prestagione 2020-21 ha subito un infortunio al legamento crociato anteriore. A dicembre è stata nominata il terzo capitano della squadra.

## Palmarès

### Club
- Campionato spagnolo: 3

Atlético Madrid: 2016-2017, 2017-2018, 2018-2019
- Coppa della Regina: 1

Atlético Madrid: 2016
- Supercoppa spagnola: 1

Atlético Madrid: 2021

### Nazionale
- Campionato d'Europa under 19: 1

2017
- Campionato d'Europa under 17: 1

2015